# Rhizothricidae
Rhizothricidae är en familj av kräftdjur. Rhizothricidae ingår i ordningen Harpacticoida, klassen Maxillopoda, fylumet leddjur och riket djur. Enligt Catalogue of Life omfattar familjen Rhizothricidae 16 arter. 
Kladogram enligt Catalogue of Life:
| Rhizothricidae | \| \| Rhizothrix \| \| \| \| \| \| Tryphoema \| \| \| \| |
|                | \| \| Rhizothrix \| \| \| \| \| \| Tryphoema \| \| \| \| |
|                | Rhizothrix                                               |
|                |                                                          |
|                | Tryphoema                                                |
|                |                                                          |